# 中目黒ゲートタウン
中目黒ゲートタウン（なかめぐろゲートタウン、Nakameguro Gate Town、略称:中目黒GT）は、東京都目黒区上目黒2丁目にある複合施設である。

## 概要
東急東横線・東京メトロ日比谷線の中目黒駅前に2002年（平成14年）4月に全面オープンした複合施設である。計画地には古くから商売をする所有者の他、店舗借家も多く、180人もの関係権利者の理解を得ることは難航したが、1990年（平成2年）に準備組合の設立に漕ぎ着け、近くに本社があった千代田生命および住宅都市整備公団（現：都市再生機構 UR）を参加組合員に迎え、1997年（平成9年）11月に組合設立認可を受け、再開発に着手した。
その後、2000年（平成12年）10月にオフィス棟の保有床を買い上げることになっていた千代田生命が経営破綻し組合から離脱、施工を手掛ける建設会社の経営難などにも見舞われたが、中目黒の将来性を見込んだ三井不動産が新たに再開発に参加することになり、2002年4月2日にオープンを迎えた。
施設はタワー棟（地上25階建）、ハイツ棟（地上15階建）、テラス棟（地上6階建）で構成されている。これら3棟が地下のGT広場を取り囲むように立っているように見えるが、地下部分で連結され、建物登記上も1棟の建物となっている。以前の駅前には広場がなく雑然としており、防災面での不安もあったため、再開発にあたり道路拡幅（目黒銀座通り・観音寺通り）と交通広場や公共駐輪場の設置とともに、公共施設整備や消防水利など防災機能の強化も併せて行われた。
東京都道317号環状六号線（山手通り）を挟んだ東北側には、同様に再開発で建てられた中目黒アトラスタワー（地下2階・地上45階・495戸）がある。区は1990年秋、駅前地区整備構想で、中目黒の両地区を一体で再開発する方針を打ち出し、山手通りをまたいで両地区のビルの3階付近を「立体歩道」で結ぶ構想を明らかにしていた。しかし、国がタクシーやバスのりばの上に建物を建ててはならないと言い出して立ち消えになったという。しかしながらこの説には、タクシーとバスのりばを立体歩道のない（たとえば大鳥神社の）方向にずらせば済むことなので、委細は不明である。

## 構成施設
第六天神社が敷地の東部分にある。

### 中目黒ゲートタウンタワー
地下2階地上25階建ての制振構造によるオフィスビルで、山手通りに面して位置する。3階まで吹き抜けの開放的なピロティとなっており、そのままエントランスホールにアプローチする。基準階のオフィス面積は291坪。約13mの奥行きと三面の横連窓が明るい空間を醸し出している。
オフィステナントとして、ダノンジャパンやハーゲンダッツジャパン、ユニリーバ・ジャパンなどがある。

#### 商業施設
地下1階から地上2階までのフロアに東急ストアのプレッセ（Precce）、商店、銀行、飲食店などからなる商店街がある。

### 集合住宅
敷地内には2棟の集合住宅があり、いずれも山手通りからみて中目黒ゲートタウンの裏側（西側）に位置している。両棟とも建物の中間部分にあたる3階と4階の間に免震層を設けた。

#### 中目黒GTハイツ
15階建ての住宅棟で、低層・中層部の4～12階は保有床を住都公団が買い上げ、単身者、DINKs向けの1K～2LDKの賃貸住宅として貸し出されている。
高層部の13～15階は地権者用住戸となっている。

#### 中目黒GTテラス
6階建ての地権者用住宅棟で、各住戸はエスコートポーチによって一戸建ての雰囲気が演出されている。地下に定員150名の多目的ホールである中目黒GTプラザホール、目黒区立中目黒駅前図書館などが併設されている。